# Арджелато
Арджелато (итал. Argelato) — коммуна в Италии, расположена в области Эмилия-Романья, подчинена административному центру Болонья.
Население составляет 9317 человек (на 2004 г.), плотность населения составляет 248 чел./км². Коммуна занимает площадь 35,16 км². 
Почтовый индекс — 40050. Телефонный код — 00051.
Покровителем города почитается святой архангел Божий Михаил, празднование 29 сентября.